# پوخنشتوبن
پوخنشتوبن آلمانی: Puchenstuben) یک منطقهٔ مسکونی در اتریش است که در ناحیه شایبس واقع شده‌است. پوخنشتوبن ۴۱٫۲۶ کیلومتر مربع مساحت دارد ۸۶۸ متر بالاتر از سطح دریا واقع شده‌است.